# Лавка купцов Молчановых
Лавка купцов Молчановых — здание в историческом центре Каменска-Уральского, Свердловской области.
Постановлением Правительства Свердловской области № 859-ПП от 28 декабря 2001 года присвоен статус памятника архитектуры регионального значения.

## Архитектура
Одноэтажное прямоугольное в плане здание находится в историческом центре города и поставлено по оси север-юг. Главным является северный фасад, выходящий на улицу Ленина (бывшая улица Большая Московская). Здание построено в конце XIX века и является примером небольшой торговой постройки в кирпичном стиле того времени, в композиции квартала занимает рядовое положение.
Уличный фасад имеет центрально-осевую композицию. Углы фасада закреплены лопатками с декорированной поверхностью. Центральную отмечает входной проём и повышенная часть аттика над ним. Дверь фланкирована двумя окнами. Оконные проёмы обрамляют кирпичные наличники сложных форм, оконные сандрики стилизованы под барокко. Дверной наличник дополнен треугольным фронтоном с сухариками. Филёнки и сухарики по низу подоконного пояса декорирую пространство под окнами. Завершается стена карнизом с пояском сухариков и аттиком сложных очертаний. Лицевая поверхность аттика композиционно делится на три части, каждая из которых украшена филёнками и сухариками. Центральная часть декорирована «солярным» знаком. Остальные фасады здания имеют предельно простое решение, без использования какого-либо декора.